# Kerk van Holysloot

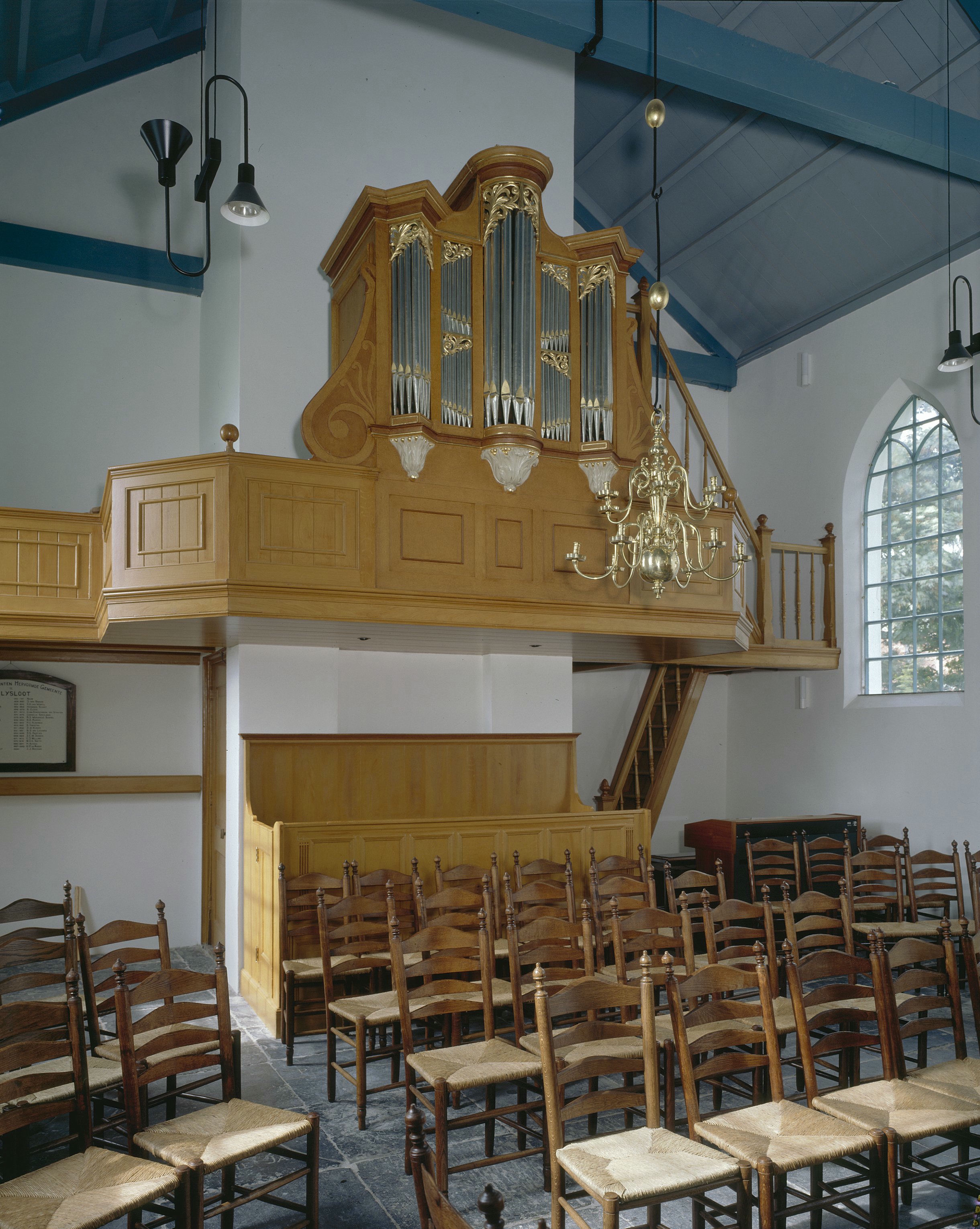
Het orgel van de Kerk van Holysloot.

De Kerk van Holysloot, ook wel Holyslootkerk of Het Witte Kerkje is een Hervormde Kerk aan de Dorpsstraat 30 in Holysloot in het landelijk gebied van Amsterdam-Noord. Sinds 2006 wordt de kerk gebruikt door de Protestantse Gemeente Ransdorp-Holysloot. De Hervormde gemeente van Ransdorp/Holysloot ging toen samen met de Gereformeerde Kerk van Holysloot.

## Geschiedenis
In 1847 werd de toenmalige Hervormde Kerk in Holysloot gebouwd op een terp, een verhoogd terrein, waar ook eerder al een kerk had gestaan. Bekend is dat deze voorloper van de kerk al in 1613 werd vermeld; deze werd in 1791 vervangen door een nieuw gebouw, naar ontwerp van de Amsterdamse architect Leendert Viervant. Voor de reformatie, rond 1580, heette de kerk de Sint Cornelius en was toen in gebruik voor de rooms-katholieke eredienst.
De nieuwe kerk werd gebouwd in een stijl geïnspireerd door de gotiek. Het gebouw is een ontwerp van de opzichter van landsgebouwen G. Bronke te Amsterdam. De eerste steen werd op 9 september 1846 gelegd door Jan Jacob Jongh Visscher. De eenbeukige kerk is geheel wit gepleisterd en staat op een grijs gecementeerde plint. De kerk wordt afgedekt met een zadeldak.
De aan de westzijde gelegen toren is deels ingebouwd in de kerk. De toren wordt bekroond met een met lei bedekte naaldspits, voorzien van een kruis en een windvaan in de vorm van een haan. Het gotisch karakter wordt onder meer geaccentueerd door spitsboogvensters, waarvan zowel de noord- als de zuidgevel er drie van bezitten. De consistoriekamer bevindt zich aan de oostzijde van de kerk. Omdat ze op een terp stond, heeft de kerk nauwelijks enige schade opgelopen tijdens de stormvloed van 1916, waarbij toch een groot deel van het dorp overstroomde. De luidklok is in de oorlog weggevoerd en niet meer teruggekeerd. Na de oorlog is er een nieuwe luidklok in de toren gehangen.
In 1995 werd de kerk gerestaureerd. Een deel van de inventaris is afkomstig uit de vorige kerk die hier stond.
In de 21e eeuw staat het aan het enige dorpspleintje. Aan de kerk is het Gedenkteken D.G. Pronk bevestigd.

## Orgel
Het orgel komt uit de iets verderop aan de Dorpsstraat gelegen Gereformeerde Kerk en is oorspronkelijk in 1730 door de orgelbouwer H. Van Giessen gemaakt voor de Waalse kerk van Haarlem. In 1997 is het orgel na een restauratie door De Graaf in de Hervormde Kerk van Holysloot geplaatst. Het werd op 8 november in gebruik genomen.

## Predikant
Van 1931 tot 1951 was Nicolaas Dirk van Leeuwen predikant van de Hervormde Kerk van Holysloot. Hij was vanwege zijn opvattingen in de kwestie Geelkerken over het al dan niet letterlijk nemen van het verhaal van de zondeval in 1927 geschorst als gereformeerd predikant. Na enige jaren predikantschap bij de Gereformeerde Kerken in Hersteld Verband koos hij in 1931 voor een overstap naar de Hervormde Kerk en stond vervolgens twintig jaar in Holysloot.